# EHF European Cup 2020-2021 (maschile)
L'EHF European Cup 2020-2021 è la 24ª edizione della EHF European Cup, la terza coppa per club più importante d'Europa ed è organizzata dall'European Handball Federation (EHF).

## Squadre partecipanti
| Round 3              | Round 3                          | Round 3                     | Round 3                        | Round 3         |
| -------------------- | -------------------------------- | --------------------------- | ------------------------------ | --------------- |
| Borac m:tel          | HC Masheka                       | HC Dukla Praha              | A.E.K. Athens HC               | FH Hafnafjordur |
| Holon Yuvalim HC     | HC Berchem                       | Drammen HK                  | CSM Minur Baia Mare            |                 |
| HC Neva SPb          | MŠK Považská Bystrica            | Beykoz BLS SK               | Donbass                        |                 |
| Round 2              |                                  |                             |                                |                 |
| SG Kelag Ferlach     | SG INSIGNIS Handball Westwien    | HC Bosna Vispak Visoko      | RK Sloga Gornji Vakuf Uskoplje | HC Besa Famgas  |
| RK Gracanica         | HC Dobrudja                      | Parnassos Strovolou         | Sabbianco Anorthosis Famagusta | HC Pristhina    |
| HCB Karvina          | TZE Sokol Nove Veseli            | HC Robe Zubri               | HC Tallinn                     |                 |
| Polva Serviti        | IFK Helsinki                     | BK-46                       | Riihimäki Cocks                |                 |
| A.C. Diomidis Argous | Afturelding Mosfellsbear Iceland | Cassano Magnago HC          | EGO Siena                      |                 |
| Raimond Sassari      | ZRHK TENAX Dobele                | Granitas-Karys              | Kauno Azuolas-KTU Kaunas       |                 |
| VHC Sviesa Vilnius   | PGU Kartina TV Tiraspol          | Kolstad Handball Elite team | CSM Bucuresti                  |                 |
| SGAU Saratov         | RK Gorenje Velenje               | RK Želežničar 1949          | TSV St. Otmar St. Gallen       |                 |
| Ystads IF            | Antalyaspor                      | Spor Toto SC                | Odessa                         |                 |

## Round 2
Il torneo si svolge ad eliminazione diretta. Si parte dal Round 2, dove partecipano 38 squadre.
Le squadre sorteggiate per prime disputano gli incontri di andata in casa. Alcune squadre accettano di giocare sia l'andata che il ritorno nella stessa sede.
L'andata si giocherà tra il 14 e il 15 di novembre, mentre il ritorno tra il 21 e il 22 di novembre.
| Squadra 1                        | Totale | Squadra 2                      | Andata | Ritorno |
| -------------------------------- | ------ | ------------------------------ | ------ | ------- |
| Afturelding Mosfellsbear Iceland | 0–20   | Granitas-Karys                 | 0-10   | 0–10    |
| ZRHK TENAX Dobele                | 20–0   | IFK Handball Helsinki          | 10-0   | 10–0    |
| Cocks                            | 72–50  | Dragunas Klaipeda              | 33-24  | 39–26   |
| Ystads IF                        | 72–62  | VHC Sviesa Vilnius             | 36-33  | 36–29   |
| BK-46                            | 0–20   | HC Tallinn                     | 0–10   | 0–10    |
| Pölva Serviti                    | 20-0   | Kolstad Handball Elite team    | 10-0   | 10-0    |
| Spor Toto SC                     | 20-0   | RK Želežničar                  | 10-0   | 10-0    |
| AC Diomidis Argous               | 0–20   | Antalyaspor                    | 0-10   | 0–10    |
| PGU Kartina TV Tiraspol          | 0-20   | SGAU Saratov                   | 0-10   | 0-10    |
| MRK Sloga Gornji Vakuf Uskoplje  | 38-61  | CSM Bucuresti                  | 23-30  | 15-31   |
| Odessa                           | 52–54  | RK Gračanica                   | 22-28  | 30-26   |
| HC Pristhina                     | 20-0   | HC Dobrudja                    | 10-0   | 10-0    |
| HC Bosna Vispak Visoko           | 38–68  | HC Besa Famgas                 | 18-36  | 20-32   |
| Parnassos Strovolou              | 56–53  | Raimond Sassari                | 29-25  | 27–28   |
| RK Gorenje Velenje               | 61–44  | EGO Siena                      | 32-20  | 29–24   |
| TJ Sokol Nove Veseli             | 49–58  | Sabbianco Anorthosis Famagusta | 28-32  | 21-26   |
| HC Robe Zubři                    | 20-0   | TSV St. Otmar St. Gallen       | 10-0   | 10-0    |
| SG INSIGNIS Handball WESTWIEN    | 20-0   | Cassano Magnago                | 10-0   | 10-0    |
| HCB Karvina                      | 0-20   | SG kelag Ferlach               | 0-10   | 0-10    |

## Round 3
Partecipano 32 squadre; le squadre sorteggiate per prime disputano gli incontri di andata in casa. Alcune squadre accettano di giocare sia l'andata che il ritorno nella stessa sede.
L'andata si giocherà tra il 12 e il 13 di dicembre, mentre il ritorno tra il 19 e il 20 di dicembre.
| Squadra 1           | Totale | Squadra 2                      | Andata | Ritorno |
| ------------------- | ------ | ------------------------------ | ------ | ------- |
| FH Hafnarfjörður    | 0–20   | HC Robe Zubři                  | 0-10   | 0–10    |
| SG kelag Ferlach    | 20-0   | Drammen HK                     | 10-0   | 10–0    |
| Ystads IF           | 57-45  | HC Tallinn                     | 30-21  | 27–24   |
| HC Neva SPb         | 60-53  | ZRHK TENAX Dobele              | 31-23  | 29-30   |
| RK Gorenje Velenje  | 62-52  | Cocks                          | 30-25  | 32-27   |
| HC Berchem          | 53-60  | SG INSIGNIS Handball WESTWIEN  | 24-28  | 29-32   |
| Pölva Serviti       | 54-40  | HC Dukla Praha                 | 37-18  | 17-22   |
| Granitas-Karys      | 50-53  | MŠK Považská Bystrica          | 22-25  | 28-28   |
| HC Macheka          | 56-61  | SGAU Saratov                   | 28-31  | 28-30   |
| Spor Toto SC        | 55-71  | CSM Bucuresti                  | 27-33  | 28-38   |
| Donbass             | 20-0   | Antalyaspor                    | 10-0   | 10-0    |
| AEK                 | 78-27  | HC Pristhina                   | 37-19  | 41-8    |
| RK Gračanica        | 20-0   | Holon YuvaliM HC               | 10-0   | 10-0    |
| Parnassos Strovolou | 49-57  | CS Minaur Baia Mare            | 25-28  | 24-29   |
| Beykoz Belediyesi   | 53-68  | Sabbianco Anorthosis Famagusta | 28-32  | 25-36   |
| HC Besa Famgas      | 44-45  | RK Borac m:tel                 | 24-22  | 20-23   |

## Ottavi di finale
Partecipano 16 squadre; le squadre sorteggiate per prime disputano gli incontri di andata in casa. Alcune squadre accettano di giocare sia l'andata che il ritorno nella stessa sede.
L'andata si giocherà tra il 13 e il 14 di febbraio, mentre il ritorno tra il 20 e il 21 di febbraio.
| Squadra 1                     | Totale | Squadra 2                      | Andata | Ritorno |
| ----------------------------- | ------ | ------------------------------ | ------ | ------- |
| CSM Bucuresti                 | 51–52  | AEK                            | 28-23  | 23–29   |
| HC Robe Zubři                 | 52–50  | MŠK Považská Bystrica          | 29-22  | 23–28   |
| SC kelag Ferlach              | 52–54  | Sabbianco Anorthosis Famagusta | 29-28  | 23–26   |
| RK Gorenje Velenje            | 64–44  | RK Borac m:tel                 | 32-28  | 32–16   |
| SG INSIGNIS Handball WESTWIEN | 0–20   | Ystads IF                      | 0-10   | 0–10    |
| SGAU Saratov                  | 51–56  | Pölva Serviti                  | 28-28  | 23–28   |
| Donbass                       | 49–58  | CS Minaur Baia Mare            | 23-24  | 26–34   |
| HC Neva SPb                   | 58–44  | RK Gračanica                   | 33-21  | 25–23   |

## Quarti di finale
Partecipano 8 squadre; le squadre sorteggiate per prime disputano gli incontri di andata in casa. Alcune squadre accettano di giocare sia l'andata che il ritorno nella stessa sede.
L'andata si giocherà tra il 20 e il 21 di marzo, mentre il ritorno tra il 27 e il 28 di marzo.
| Squadra 1     | Totale | Squadra 2                      | Andata | Ritorno |
| ------------- | ------ | ------------------------------ | ------ | ------- |
| CSM Bucuresti | 45–45  | Sabbianco Anorthosis Famagusta | 22-27  | 23–18   |
| HC Robe Zubři | 50–59  | RK Gorenje Velenje             | 26-31  | 24–28   |
| Pölva Serviti | 53–62  | Ystads IF                      | 28-33  | 25–29   |
| HC Neva SPb   | 48–59  | AEK                            | 21-30  | 27–29   |

## Semifinali
Partecipano 4 squadre; le squadre sorteggiate per prime disputano gli incontri di andata in casa. Alcune squadre accettano di giocare sia l'andata che il ritorno nella stessa sede.
L'andata si giocherà tra il 17 e il 18 di aprile, mentre il ritorno tra il 24 e il 25 di aprile.
| Squadra 1                      | Totale | Squadra 2          | Andata | Ritorno |
| ------------------------------ | ------ | ------------------ | ------ | ------- |
| Sabbianco Anorthosis Famagusta | 48–50  | Ystads IF          | 26-24  | 22–26   |
| AEK                            | 62–60  | RK Gorenje Velenje | 31-29  | 31–31   |

## Finale
La partita di andata è in programma il 28 maggio, quella di ritorno il 30 maggio.
| Squadra 1 | Totale | Squadra 2 | Andata | Ritorno |
| --------- | ------ | --------- | ------ | ------- |
| AEK       | 54-46  | Ystads IF | 30-26  | 24–20   |